# Raimundo I de Baux

Brasão com as Armas da Casa de Baux.

Raimundo I de Baux ou Raimundo II Arnaldo de Baux (? – Barcelona, 1150) foi visconde de Baux de 1110 a 1150. 

## Relações familiares
Foi filho de Guilherme Hugo de Baux, visconde de Baux de 1050 a 1110 e de Vierne N. Casou com: Estefânia de Barcelona (1110 -?), filha de Raimundo Berengário III (1082 – 1131) e de Almodis de Mortain, de quem teve:
1. Hugues II de Baux que seguiu a seu pai nos destinos do viscondado,
2. Bertrand I de Baux (? - 1181), Senhor de Baux e Príncipe de Orange que sucedeu ao seu irmão Hugo II. casou com Tiburge de Orange,
3. Martelle de Baux casou com Pierre de Gavarret, visconde de Béarn.
4. Guilherme de Baux,
5. Gilberto,
6. Ramon,
7. Alasàcia,
8. Mabilla.